# Preussischer Präsentiermarsch
La Preußischer Präsentiermarsch (Marcia d'ispezione prussiana), nota anche come Präsentiermarsch "Friedrich Wilhelms III." (Marcia d'ispezione di Federico Guglielmo III), è una marcia militare tedesca composta da Federico Guglielmo III di Prussia alla sua giovane età. Questo è stato presto dimenticato, e lo spartito è stato riscoperto nel 1835. Poi è stato eseguito nella rassegna di Kalisz. Come un tradizionale marcia d'ispezione utilizzata in tutte le forze armate tedesche dalla metà del XIX secolo, è la tradizionale marcia d'ispezione e di presentazione dei vessilli delle forze armate federali tedesche, la Bundeswehr. Viene anche suonata durante le visite dei leader stranieri in Germania dalla Banda dello Stato Maggiore della Bundeswehr (Stabsmusikkorps der Bundeswehr) durante le cerimonie d'onore all'arrivo. È anche uno dei brani preferiti dalle bande tedesche, suonato in occasione di funzioni civili e parate. In Bolivia è diventato il pezzo standard della marcia della Marina boliviana, ma adattato in tempo lento.